# Сребърен пламък
„Сребърен пламък“ (на английски: Silver Blaze) е разказ на писателя Артър Конан Дойл за известния детектив Шерлок Холмс. За първи път е публикуван през 1892 г. в списание „Странд“. Включен е в книгата „Мемоарите на Шерлок Холмс“, публикувана през 1894 година.

## Сюжет
Внимание:  Текстът по-долу разкрива сюжета на произведението (или части от него)!
Шерлок Холмс е извикан в Дартмур да разследва изчезването на жребец на име „Сребърен пламък“ и убийството на треньора Джон Стрейкър. По време на пътуването с влака Холмс разказва на Уотсън предисторията на този мистериозен случай.
Преди няколко дни, вечерта, в конюшните, където е бил държан Сребърен пламък, влиза Фицрой Симпсън, който работи като букмейкър за конни надбягвания. Неговите въпроси за жребец предизвикват силен гняв у дежурния коняр, който почти пуска след бягащия Симпсън кучето пазач. След вечеря треньорът Стрейкър напуска къщата си, за да провери всичко ли е наред в конюшните. На сутринта откриват, че конярът е в безсъзнание от действието на силно наркотично вещество, Сребърен пламък е изчезнал, а треньорът Стрейкър е намерен убит недалеч от конюшнята. В ръцете на треньора намират малък нож и вратовръзка, която е била на Симпсън. Симпсън е заподозрян в убийство и полицията го арестува.
Пристигайки на местопрестъплението, Холмс с полицейски инспектор Грегъри и собственика на липсващия кон, полковник Рос, разглеждат намерените доказателства – особено малкия хирургически нож, предназначен за най-фини операции. След това Холмс, придружен от Уотсън, изследва квартала и намира следи от Сребърен пламък, които водят до друга конюшня. Тя е на лорд Бекуотър, в която държи основния съперник на Сребърен пламък, жребеца Десбъро, със старши треньор – Сайлъс Браун. В разговор с Браун Холмс го разобличава и го съветва да пази внимателно Сребърен пламък в неговата конюшня, за да избегне обвинения в кражба.
В деня на състезанието, полковник Рос най-накрая вижда коня си, който печели състезанието. Извънредно радостен от победата Рос моли Холмс да назове името на убиеца на треньора. Холмс изведнъж заявява, че убиецът е Сребърен пламък. Оказва се, че треньорът Стрейкър, затънал в дългове, е решил да направи огромен залог на конните надбягвания срещу фаворита Сребърен пламък. За да не спечели Сребърен пламък, Стрейкър планира да осакати коня, прерязвайки сухожилие на крака му. Наливайки опиум в чинията с агнешко и чеснов сос на дежурния коняр, късно през нощта Стрейкър води Сребърен пламък в дерето за операцията, като взима случайно вратовръзката, която Симпсън е загубил, бягайки от конюшнята. В последния момент обаче, внезапно подплашен, жребецът се отскубва и разбива главата на Стрейкър с копитото си.

## Екранизации
През 1937 г. е филмиран британският филм „Silver Blaze“ с участието на Артур Уонтнър като Холмс и Иън Флеминг като Уотсън. Филмът излиза след четири години в САЩ като „Убийство в Баскервил“.
Разказът е адаптиран през 1977 г. с участието на Кристофър Плъмър като Холмс и Торли Уолтърс като Уотсън.
Тай е екранизиран отново през 1988 г. за телевизия „Гранада“ в „Завръщането на Шерлок Холмс“ с участието на Джеръми Брет като Холмс и Едуард Хардуик като Уотсън. 
През 2001 г. излиза късометражен филм с участието на Ейли Норууд в ролята на Холмс и Хюбърт Уилис в ролята на д-р Уотсън, като част от серията филми „Последните приключения на Шерлок Холмс“.